# American Journal of Physiology - Cell Physiology
American Journal of Physiology - Cell Physiology is een internationaal, aan collegiale toetsing onderworpen wetenschappelijk tijdschrift op het gebied van de celbiologie en de fysiologie. De naam wordt in literatuurverwijzingen meestal afgekort tot Am. J. Physiol. Cell Physiol. Het wordt uitgegeven door de American Physiological Society en verschijnt twee keer per maand. Het is een sub-tijdschrift van het in 1898 opgerichte American Journal of Physiology.